# Elec
Elec (anche traslitterata come Yelets, Jelec, Elets o Jelets) è una città della Russia.

## Geografia
Elec è situata nella parte centrale della Russia europea, nell'oblast' di Lipeck, un centinaio di chilometri ad ovest del capoluogo: è capoluogo del distretto omonimo.

### Clima
| Elec (1991-2020) Fonte:     | Mesi         | Mesi         | Mesi         | Mesi         | Mesi        | Mesi        | Mesi        | Mesi        | Mesi        | Mesi         | Mesi         | Mesi         | Stagioni | Stagioni | Stagioni | Stagioni | Anno  |
| Elec (1991-2020) Fonte:     | Gen          | Feb          | Mar          | Apr          | Mag         | Giu         | Lug         | Ago         | Set         | Ott          | Nov          | Dic          | Inv      | Pri      | Est      | Aut      | Anno  |
| --------------------------- | ------------ | ------------ | ------------ | ------------ | ----------- | ----------- | ----------- | ----------- | ----------- | ------------ | ------------ | ------------ | -------- | -------- | -------- | -------- | ----- |
| T. max. media (°C)          | −3,8         | −3,1         | 2,9          | 13,8         | 21,4        | 24,6        | 26,7        | 25,8        | 19,2        | 10,9         | 2,4          | −2,3         | −3,1     | 12,7     | 25,7     | 10,8     | 11,5  |
| T. media (°C)               | −6,6         | −6,4         | −1,2         | 7,8          | 14,9        | 18,4        | 20,5        | 19,0        | 13,2        | 6,7          | −0,3         | −4,8         | −5,9     | 7,2      | 19,3     | 6,5      | 6,8   |
| T. min. media (°C)          | −9,2         | −9,3         | −4,4         | 2,9          | 9,0         | 12,8        | 14,8        | 13,2        | 8,5         | 3,4          | −2,5         | −7,3         | −8,6     | 2,5      | 13,6     | 3,1      | 2,7   |
| T. max. assoluta (°C)       | 7,0 (2001)   | 9,3 (1990)   | 19,9 (2020)  | 29,0 (1975)  | 36,1 (2007) | 37,8 (2010) | 38,7 (2010) | 41,1 (2010) | 34,8 (2020) | 25,0 (1999)  | 18,0 (2013)  | 11,2 (2012)  | 11,2     | 36,1     | 41,1     | 34,8     | 41,1  |
| T. min. assoluta (°C)       | −36,6 (1987) | −37,8 (1967) | −32,2 (1964) | −16,1 (1952) | −3,8 (1999) | 0,0 (1978)  | 2,3 (1992)  | 1,8 (1984)  | −6,1 (1996) | −12,8 (1968) | −25,9 (1998) | −35,0 (1978) | −37,8    | −32,2    | 0,0      | −25,9    | −37,8 |
| Nuvolosità (okta al giorno) | 7,9          | 7,3          | 6,5          | 6,4          | 5,8         | 6,1         | 5,8         | 5,3         | 6,1         | 7,0          | 7,8          | 8,0          | 7,7      | 6,2      | 5,7      | 7,0      | 6,7   |
| Precipitazioni (mm)         | 43           | 38           | 32           | 36           | 47          | 62          | 68          | 55          | 45          | 53           | 38           | 39           | 120      | 115      | 185      | 136      | 556   |
| Giorni di pioggia           | 7            | 6            | 7            | 13           | 14          | 16          | 15          | 11          | 13          | 14           | 12           | 8            | 21       | 34       | 42       | 39       | 136   |
| Nevicate (cm)               | 16           | 24           | 18           | 1            | 0           | 0           | 0           | 0           | 0           | 0            | 2            | 9            | 49       | 19       | 0        | 2        | 70    |
| Giorni di neve              | 24           | 21           | 14           | 4            | 1           | 0           | 0           | 0           | 0,2         | 3,0          | 13,0         | 22,0         | 67,0     | 19,0     | 0,0      | 16,2     | 102,2 |
| Giorni di nebbia            | 3            | 4            | 4            | 2            | 1           | 0,4         | 1,0         | 1,0         | 2,0         | 4,0          | 6,0          | 4,0          | 11,0     | 7,0      | 2,4      | 12,0     | 32,4  |
| Umidità relativa media (%)  | 84           | 82           | 79           | 68           | 61          | 68          | 70          | 69          | 75          | 81           | 86           | 85           | 83,7     | 69,3     | 69       | 80,7     | 75,7  |
| Vento (direzione-m/s)       | SW 2,9       | SW 2,8       | S 2,7        | SW 2,6       | N 2,2       | SW 2,0      | N 1,8       | SW 1,8      | SW 2,0      | SW 2,5       | SW 2,7       | SW 2,9       | 2,9      | 2,5      | 1,9      | 2,4      | 2,4   |

## Storia
È una città di origine piuttosto antica, risalendo almeno al secolo XII; lo status di città risale però a molto dopo, vale a dire al 1778.

## Società

### Evoluzione demografica
Fonte: mojgorod.ru
- 1897: 37 400
- 1939: 50 900
- 1959: 78 000
- 1970: 101 000
- 1989: 120 300
- 2002: 116 726
- 2006: 113 400